# Seigneurs tierciers de Négrepont

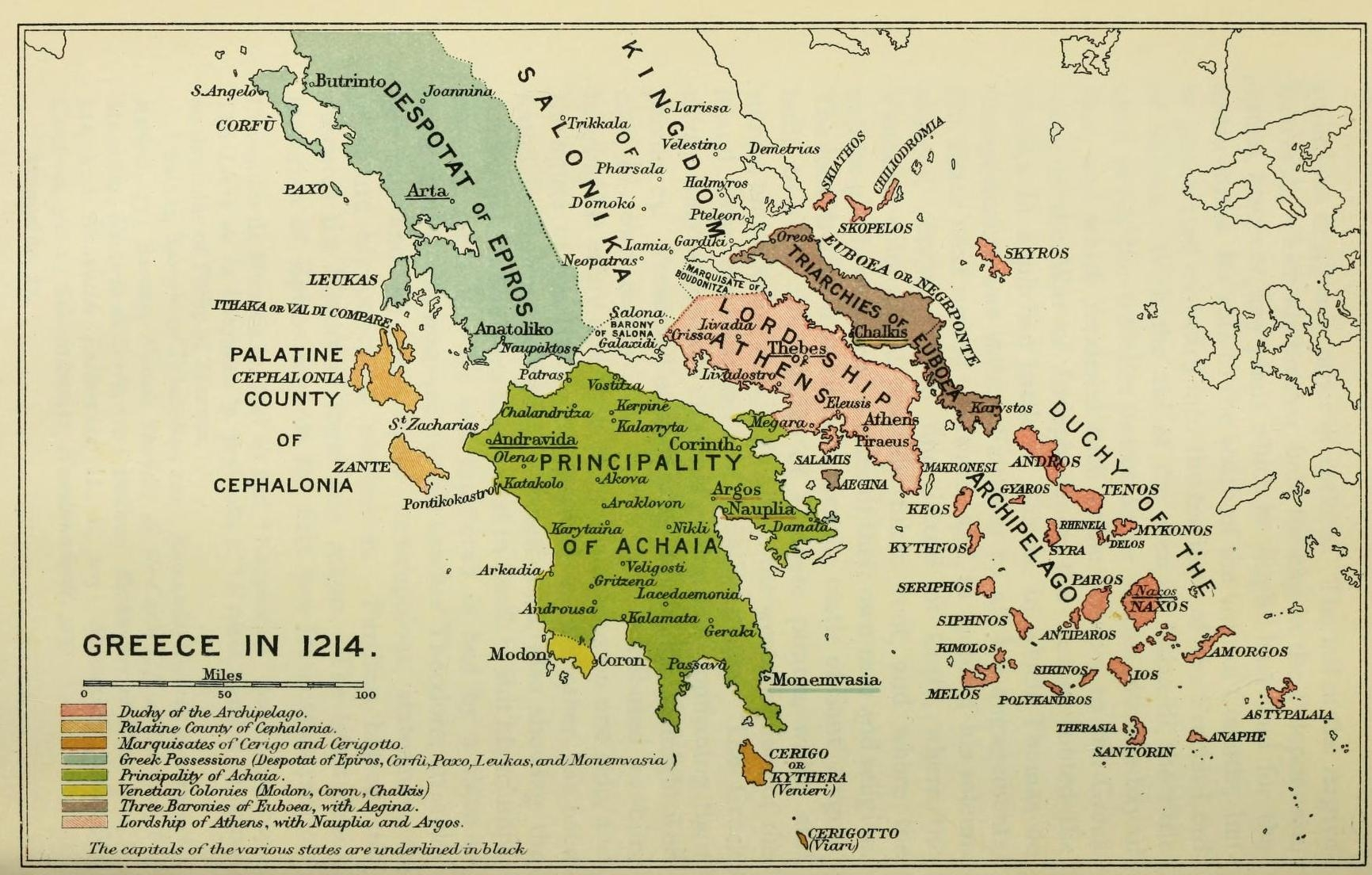
La Grèce en 1214, avec l’île d’Eubée, la seconde plus grande île.

Les seigneurs tierciers d'Eubée sont des co-seigneurs d'origine lombarde qui gouvernèrent l'île d'Eubée après sa conquête lors de la quatrième croisade.
Les Tierciers d'Eubée étaient intégrés à la société féodale franque en se reconnaissant vassaux de la principauté de Morée. Tous trois figurent parmi les douze pairs mentionnés par les « Assises de Romanie ».

## Histoire
Lorsque les vainqueurs de la quatrième croisade se partagèrent en 1204 les territoires de l’Empire byzantin, les tiers nord et sud d'Eubée furent attribués à Venise. Toutefois, sans tenir compte de cet accord, le roi de Thessalonique Boniface de Montferrat conquit l'île, y construisit une forteresse à Chalcis et inféoda tout ou partie de l'île à Jacques II d'Avesnes.
Après la mort de Jacques, il partagea en août 1205 l’île en trois fiefs qu’il concéda à trois nobles italiens : Ravano dalle Carceri, Giberto da Verona et Pecoraro de’ Pecorari da Mercannuovo. La ville de Négrepont était quant à elle propriété commune des trois seigneurs, appelés par la suite t(i)erciers (en italien : terzieri)
Pecoraro retourna rapidement en Italie où il mourut en 1233 et Giberto da Verona disparut en 1209. Ravano dalle Carceri se retrouva donc seul maître de l'île. Entré en conflit avec l'empereur Henri Ier de Constantinople après la mort en 1207 de Boniface de Montferrat et l'effacement du royaume de Thessalonique, il se plaça sous la suzeraineté de Venise. Vaincu, il dut cependant reconnaître peu après la suzeraineté de l'Empire latin de Constantinople, qui fut ensuite transmise à la principauté d'Achaïe en 1248.
La Sérénissime république nomma premier bail en 1216 Pietro Barbo il Zanco. La même année, après la mort de Ravano, l’île fut de nouveau divisée en trois et chaque part attribuée collégialement à deux seigneurs. Ces derniers prennent le nom de Sestiers (italien : Sestieri). L'accord prévoyait qu'à la mort de l'un d'eux, sa part devrait passer à son collègue à l’exclusion de ses héritiers directs, ainsi l’ancien état de chose fut progressivement rétabli et il n’y eut plus que trois seigneurs.
Entre 1255 et 1259, l'île fut l'objet d'un conflit de succession parfois appelé « guerre des Tierciers », opposant Venise, les tierciers et certains grands féodaux de la région (dont le duc d'Athènes), au prince Guillaume II de Villehardouin, suzerain de l'île. Les combats prirent fin après la victoire de Guillaume au mont Karydi en 1258, mais l'accord définitif entre les parties ne fut signé qu'en 1262.
L'île d'Eubée fut reconquise par l'aventurier Licario pour le compte des Byzantins à partir du début des années 1270 : en 1280 il tenait toute l'île hormis Négrepont. Les tierciers, soutenus par Venise entreprirent la reconquête de leurs possessions à partir de 1281, récupérant progressivement le nord et le centre de l'île. Venise accrut ainsi son influence, asseyant sa suzeraineté sur les tierciers rétablis et acquérant divers fiefs et places-fortes.
En 1296, le seigneur Boniface de Vérone, mari de l'héritière de la seigneurie de Karystos, reconquit la forteresse et expulsa définitivement les Byzantins, devenant le seigneur le plus puissant de l'île. S'opposant à la présence vénitienne, il noua des contacts avec la compagnie catalane alors itinérante, mais combattit celle-ci à la bataille d'Halmyros. Au cours de cette dernière, les tierciers du nord et du centre (Giorgio Ier Ghisi et Alberto Pallavicini) furent tués mais Boniface fut épargné et on lui proposa même la direction du nouveau duché catalan d'Athènes, qu'il refusa. Ses liens avec les Catalans furent renforcés par le mariage de sa fille Marulla avec le gouverneur catalan du duché, Alphonse Frédéric d'Aragon.
En 1317-1319 les Catalans envahirent l'île, cherchant à en expulser les tierciers qui firent appel à Venise ; cette dernière fit pression sur le père d'Alphonse Frédéric, Frédéric II de Sicile, qui ordonna aux Catalans d'évacuer l'île. Alphonse Frédéric refusa d'obéir, mais dut finalement céder après la défaite de sa flotte face aux Vénitiens. L'épisode renforça encore la position de Venise, qui installa des garnisons dans toutes les forteresses (sauf celles du domaine d'Alphonse Frédéric, qui avait succédé à son beau-père en 1318).
Dans les années suivantes, Venise continua à prendre progressivement possessions de l'île, en installant des tierciers soumis à sa cause et en récupérant des territoires par rachat ou héritage ; en 1390 la totalité de l’île passa ainsi sous son contrôle,.
Les pouvoirs des tierciers nommés par la république de Venise furent encore plus restreints que ceux des anciens seigneurs. L’administration de l’île était en fait entre les mains des baux qui se succédèrent en permanence de 1216 jusqu’à Paolo Erizzo (1468-1470) contemporain de la conquête de l’île par l’Empire ottoman.
À partir de 1471, l'Eubée et l'ancien duché d'Athènes constituent une province ottomane, le sandjak d'Eğriboz (prononciation turque de Nègrepont), la ville de Nègrepont (Chalcis) étant le siège du gouverneur.

## Liste des co-seigneurs d’Eubée

### Tiers nord (Oréos)
La partie septentrionale d’Eubée avec comme ville principale Oreos est donnée aux neveux de Ravano, fils de son frère Redondello  
- 1216-? : Rizzardo dalle carceri
- 1216-? : Merino Ier (uk) son frère[N 1] ; il meurt vraisemblablement avant Rizzardo, qui hérite par conséquent de la totalité du tiers
- ?-1255 : Carintana (en), fille de Rizzardo ;
- vers 1262 : Grapella dalle Carceri, membre d'une branche collatérale, mort sans postérité
- Francesco dalle Carceri?
- le tiers est ensuite divisé avant 1271[6] entre Gaetano et Léone puis Grappola dalle Carceri (mort avant 1303[7]), seigneurs d'un sixième, probablement les neveux de Grapella[8]
- 1310-1322 : Maria, fille de Gaetano, épouse Alberto Pallavicini (en) marquis de Bodonitza tué à la Bataille d'Halmyros en 1311 puis Andrea Cornaro, seigneur de Karpathos († 1323).
- Pietro fils de Béatrice da Verona et de Grappola dalle Carceri, succède à son père vers 1303 puis occupe le sixième de sa cousine Maria en 1321/22
- Giovanni (en) son fils, premier époux de Fiorenza Sanudo de Naxos
- 1358-1383 : Niccolo III dalle Carceri son fils. À sa mort, le tiers est séquestré par Venise en raison des querelles de succession entre ses héritiers.

En 1385 la seigneurie de Venise donne Oréos à Januli d’Aulnay, d’Anoe ou de Noë, peut-être parent de Jean de Noyer.
- 1385-1394 : Januli Ier
- 1394-1426 : Nicolo son fils ;
- 1426-1434 : Januli II son fils ;
- 1434-1446 : Gioffredo son fils ;
- 1446-1470 : Januli III son fils.

### Tiers central
- en 1216 la partie centrale de l’île est donnée à Isabella, la veuve de Ravano dalle Carceri, et à sa fille Berta[10].
- Narzotto (en), fils de Merino Ier dalle Carceri. Il hérite du tiers dans des circonstances et à titre inconnus ; il épouse Felisa da Verona, fille de Guglielmo Ier da Verona.
- Merineto son fils, d'abord sous la régence de sa mère Felisa
- ?-1311 : Giorgio Ier Ghisi seigneur de Tinos et de Mykonos, époux d’Alix, fille de Merineto ou d'un neveu de Merino, héritière du tiers. Il est tué lors de la bataille d'Halmyros
- 1311-1341 : Bartolomeo II leur fils ;
- 1341-1352 : Giorgio II (en) son fils ;
- 1352-? Bartolomeo III (ru) son fils ;
- ?-1390 : Giorgio III (el) son fils, qui légua ses domaines à Venise.

### Tiers sud
La partie méridionale de l’île est attribuée aux deux fils de Giberto da Verona.
- 1216-1263 : Guglielmo Ier (en)
- 1216-12 ?? : Alberto son frère ;
- à partir d'une date inconnue entre 1263 et 1266[11] - 1279 ou 1280[12] : Giberto II (uk), fils de Guglielmo[11] ;
- 1275-1328 : Béatrice fille de Giberto et ses deux époux successifs : 
  - 1264-1302 Grappola dalle Carceri, seigneur de la moitié du tiers nord
  - 1307-1324 Jean de Noyers seigneur de Maisey (mort avant juin 1324)[9].
- 1302-1340 Pietro fils de Béatrice et de Grappola
- 1340-1358 Giovanni (en) son fils, premier époux de Fiorenza Sanudo de Naxos
- 1358-1383 : Niccolo III dalle Carceri son fils.

À la mort de Nicolo III dalle Carceri, la seigneurie revient à Venise qui en 1385 la donne à Maria Sanudo, sa demi-sœur, fille de Fiorenza Sanudo et de Niccolo Spezzabanda.
- 1385-1414 : Maria Sanudo († 1426) épouse de Gasparo Sommaripa, († 1402).
- 1414-1462 : Crusino Ier Sommaripa leur fils
- 1462-1470 : Nicolo Sommaripa son fils († 1505).

#### Seigneurie de Carystos
- Othon de Cicon (en) (mort entre 1263 et 1266)
- Agnès Ghisi (en), sa veuve, sœur d'Andrea et Gheremia Ghisi[13]

En 1276, Carystos est enlevée aux tierciers par l’aventurier Licario pour le compte des Byzantins. La ville est reconquise par Boniface de Vérone, époux de l'héritière de la seigneurie.
- 1296-1317 : Boniface de Vérone
- 1317-1326 Marulla (en) sa fille qui épouse
- 1317-1338 : Alphonse Frédéric d'Aragon Lieutenant-général du duché d’Athènes
- 1338-1365 Bonifacio II Fadrique son fils († 1374)

En 1365 Carystos devient de nouveau vénitienne par rachat. En 1386 la république donne la seigneurie aux frères Michele († 1402), Andrea et Giovanni Giustiani de Sériphos († av 1406).  Antonio le fils d’Andrea a comme successeur en 1406 la famille Giorgio.
- 1406-1436 Nicolo Giorgio (en)[N 4].
- 1436-1447 : Jacopo Giorgio Marchesotto (en) son fils ;
- 1447-1470 : Antonio Giorgio son fils († 1498).